# Östergötlands runinskrifter 90
Runsten Ög 90 står i Västra Skrukeby socken, Mjölby kommun. 

## Historik
Runstenen upptäcktes våren 1904 av före detta garvaren Björkdahl vid planeringen av marken efter gamla byggnader vid bondgården i Västra Skrukeby socken. Stenen restes vid vägen genom Västra Skrukeby från Högby, en bit från landsvägen emellan Mjölby och Hästholmen. Den utgör nedre delen av en runsten.
Runstenen av rödaktig granit är 1,09 meter hög, 40 centimeter bred i toppen och 74 centimeter bred i botten. Runinskriftens bredd är 14 centimeter. Runhöjd är 10-16 cm.
Translitterering av runraden:
× ketil + -... ... ... ...-s + frita sin
Normalisering till runsvenska:
Kætill ... ... ... ... frænda sinn.
Översättning till nusvenska:
Ketill [reste denna sten efter Torgil]s, sin frände.